# Sydafrika ved sommer-OL 2024
Sydafrika deltog i sommer-OL 2024 i Paris, Frankrig i perioden 26. juli til 11. august 2024.
Atleter for Sydafrika vandt i alt seks medaljer.

## Medaljer
| 2024 Paris | Guld | Sølv | Bronze | Total |
| Sydafrika  | 1    | 3    | 2      | 6     |

### Medaljevinderne
| Sydafrika ved sommer-OL 2024 i Paris | Sydafrika ved sommer-OL 2024 i Paris | Sydafrika ved sommer-OL 2024 i Paris | Sydafrika ved sommer-OL 2024 i Paris | Sydafrika ved sommer-OL 2024 i Paris |
| Medalje                              | Navn                                 | Sport                                | Event                                | Dato                                 |
| ------------------------------------ | ------------------------------------ | ------------------------------------ | ------------------------------------ | ------------------------------------ |